# Crematogaster macracantha
Crematogaster macracantha är en myrart som beskrevs av William Steel Creighton 1945. Crematogaster macracantha ingår i släktet Crematogaster och familjen myror. Inga underarter finns listade i Catalogue of Life.